# Zakir Naik

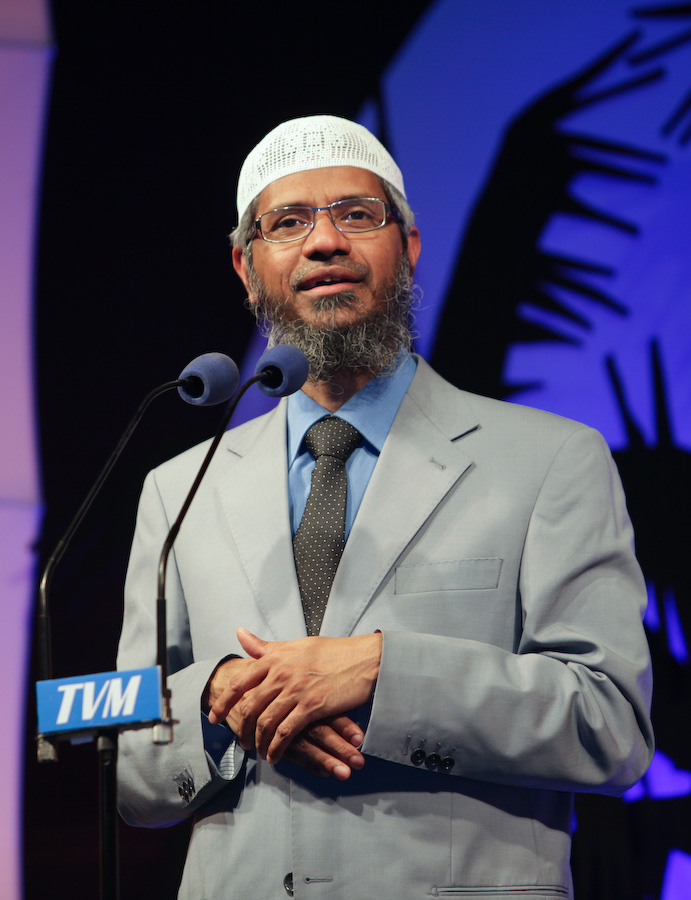
Zakir Naik, 2010

Zakir Abdul Karim Naik (arabisch ذاكر عبد الكريم نايك; * 18. Oktober 1965 in Mumbai) ist ein islamischer Fernsehprediger und Dāʿī. Naik ist als nichtarabischer Gelehrter, öffentlicher Redner und Autorität auf dem Gebiet der vergleichenden Religionswissenschaft bekannt. Er ist Gründer und Präsident der Islamic Research Foundation und des Peace TV Network, dem größten religiösen Satellitenrundfunk der Welt.

## Leben
1991 begann Zakir Naik im Bereich Daʿwa zu arbeiten und gründete die Islamic International School in Mumbai und die United Islamic Aid, die Stipendien für arme und mittellose muslimische Jugendliche vergibt. Naiks Frau, Farhat Naik, ist Präsidentin der Frauenabteilung der Islamic Research Foundation (IRF). Er gründete United Islamic Aid, das armen und mittellosen muslimischen Jugendlichen Stipendien zur Verfügung stellt.
Naik sagte 2006, dass er von Ahmed Deedat inspiriert worden sei, einem islamischen Prediger, den er 1987 traf. (Naik wird manchmal als „Deedat plus“ bezeichnet, eine Bezeichnung, die ihm von Deedat verliehen wurde.)
Am 21. Januar 2006 gründete die Islamic Research Foundation, der Naik vorsteht, Peace TV. Es ist ein gemeinnütziges emiratisches Satellitenrundfunk, das frei empfangbare Programme ausstrahlt. Es ist eines der weltweit größten religiösen Satellitenfernsehnetzwerke.
In der zweiten Märzhälfte 2021 startete Naik Al Hidaayah, das Bildungsinhalte über den Islam anbietet. Die Plattform verfügt über Tausende von Stunden Videos von mehr als 40 renommierten islamischen Rednern aus der ganzen Welt, darunter Ahmed Deedat, Yusuf Estes, Hussein Ye und Bilal Philips. Er behauptete, dass diese Plattform eine „Halāl“-Version von Netflix sei.

## Vorträge und Debatten
Im Gegensatz zu vielen islamischen Predigern sind seine Vorlesungen umgangssprachlich und werden auf Englisch gehalten. Er predigt nicht in Urdu oder Arabisch, und er trägt normalerweise Anzug und Krawatte. Naik hat viele Debatten und Vorlesungen abgehalten. und soll bis 2016 „über 4000 Vorlesungen auf der ganzen Welt gehalten“ haben.